# Lutkowo (Lelkowo)

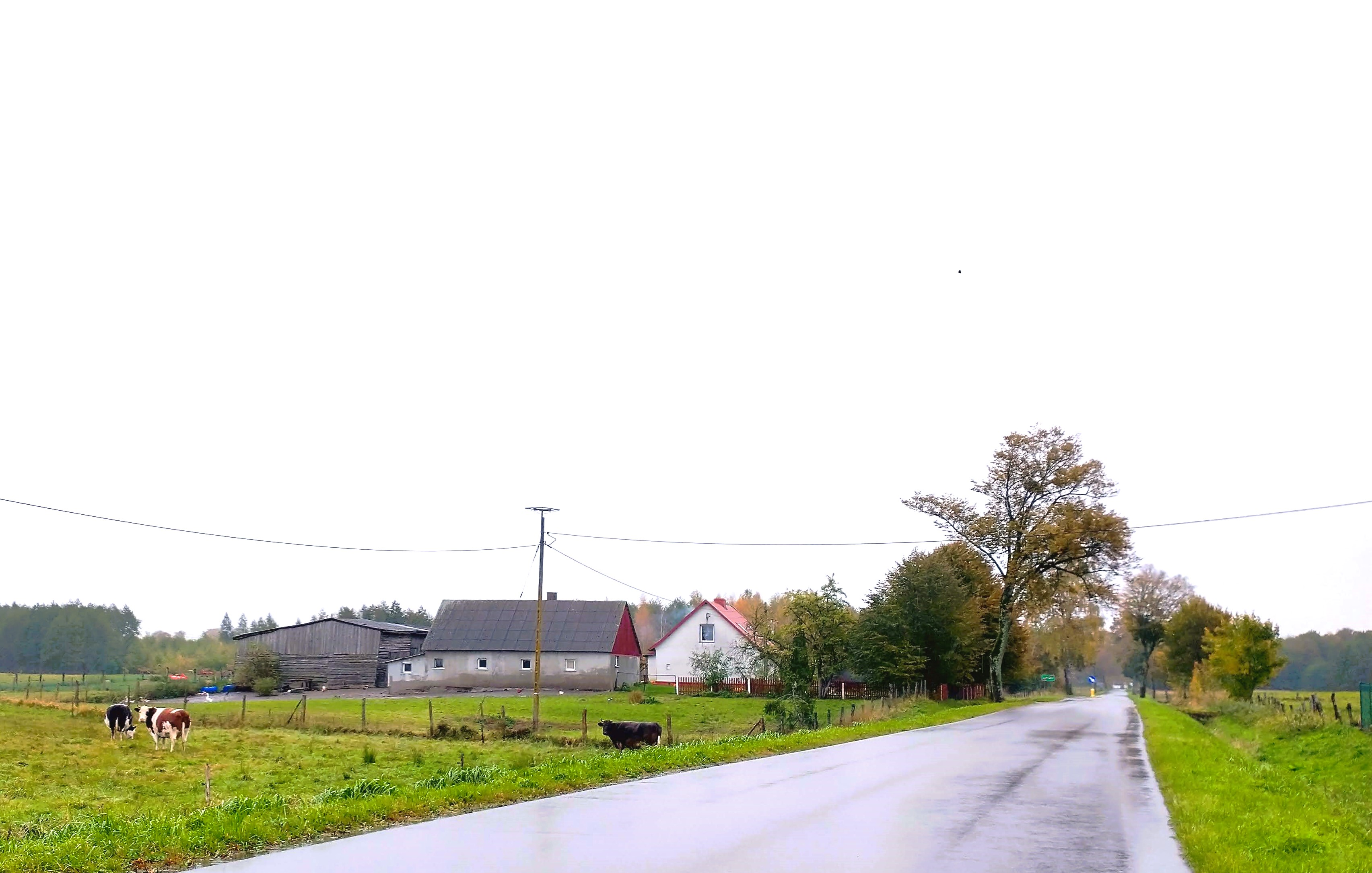
Lutkowo

Lutkowo (deutsch Groß Lüdtkenfürst, 1928 bis 1945 Lüdtkenfürst) ist ein Dorf in der polnischen Woiwodschaft Ermland-Masuren, das zur Landgemeinde Lelkowo (Lichtenfeld) im Powiat Braniewski (Kreis Braunsberg) gehört.

## Geographische Lage
Lutkowo liegt sechs Kilometer südwestlich der Staatsgrenze zwischen Polen und Russland (Oblast Kaliningrad (Königsberger Gebiet)) an einer Nebenstraße, die Lelkowo (Lichtenfeld) an der Woiwodschaftsstraße 510 (ehemalige Reichsstraße 126) mit Żelazna Góra (Eisenberg) unweit der ehemaligen Reichsautobahn Berlin–Königsberg verbindet.

## Geschichte
Im Jahre 1412 wurde das – als Vorwerk zu Hohenfürst (heute polnisch: Wyszkowo) gegründete – Lüdtkenfürst erstmals urkundlich erwähnt. Als „Groß Lüdtkenfürst“ war es ein Gutsdorf gegenüber der östlich gelegenen Gemeinde „Klein Lüdtkenfurst“ (Lutkówko). Hochmeister Albrecht verschrieb es 1522 dem Hans Bruse und dessen Sohn. Im 16. Jahrhundert wurde die Familie Rautter als Besitzerin genannt, zum Ende des 18. Jahrhunderts die Familie von Auer. Letzte Eigentümerin des Gutes Lüdtkenfürst war Olga Klenow, die es 1930 an die Ostpreußische Landgesellschaft verkaufte, die die Ländereien aufsiedelte.
Am 11. Juni 1874 wurden Klein Lüdtkenfürst und Groß Lüdtkenfürst in den neugebildeten Amtsbezirk Hohenfürst eingegliedert. 1910 lebten in der Landgemeinde 47, im Gutsbezirk 145 Einwohner.
Mit Wirkung vom 30. September 1928 wurden die Landgemeinde Friedrichshof und Klein sowie Groß Lüdtkenfürst zur neuen Landgemeinde Lüdtkenfürst zusammengeschlossen, die weiterhin und bis 1945 zum Amtsbezirk Hohenfürst gehörte. 1933 zählte die Gemeinde 254, 1939 bereits 265 Einwohner. Sie gehörte zum Landkreis Heiligenbeil im Regierungsbezirk Königsberg der preußischen Provinz Ostpreußen.
Seit 1945 ist Lüdtkenfürst unter der Bezeichnung Lutkowo (einen Ort gleichen Namens gibt es in der Woiwodschaft Westpommern) polnisch und ein Teil der Gmina Lelkowo (Landgemeinde Lichtenfeld) im Powiat Braniewski (Kreis Braunsberg) in der Woiwodschaft Ermland-Masuren (1975 bis 1998 Woiwodschaft Elbląg).

## Religionen
Vor 1945 gehörte Lüdtkenfürst mit seiner überwiegend evangelischen Bevölkerung zum Kirchspiel Hohenfürst (Wyszkowo) im Kirchenkreis Heiligenbeil (Mamonowo) in der Kirchenprovinz Ostpreußen der Kirche der Altpreußischen Union. Letzter deutscher Geistlicher war Pfarrer Otto Heinrich Kumutat.
Seit 1945 gehört Lutkowo mit fast ausnahmslos katholischer Einwohnerschaft weiterhin zum Kirchort Wyszkowo, der jetzt Filialort in der neugegründeten Pfarrei Zagaje (Hasselpusch) im Dekanat Pieniężno (Mehlsack) im Erzbistum Ermland der Katholischen Kirche in Polen ist. Hier lebende evangelische Kirchenglieder gehören zur Diözese Masuren der Evangelisch-Augsburgischen Kirche in Polen.